# Структура алмазу

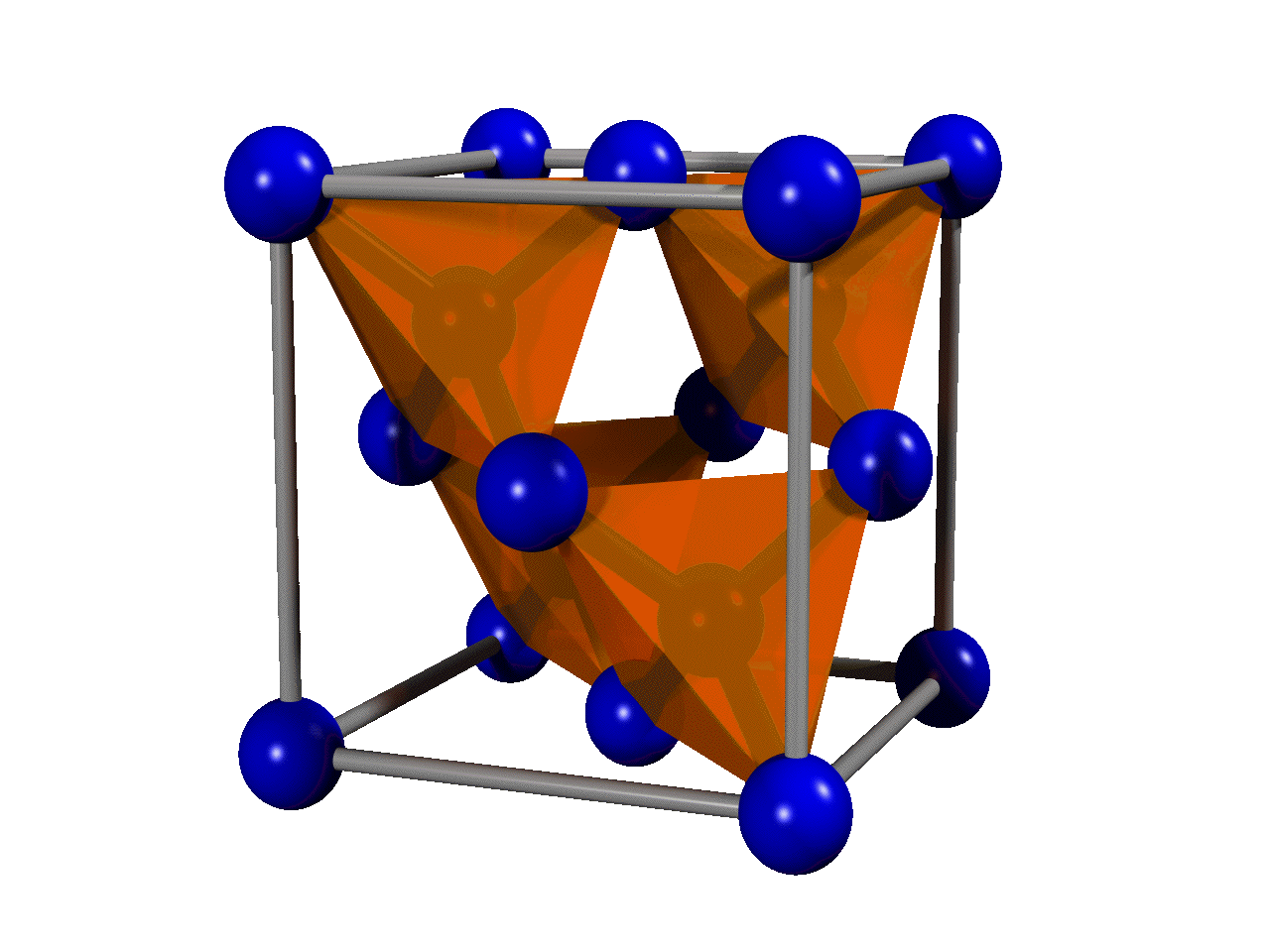
Елементарна комірка кристалічної структури алмазу з виділеними тетраедрами.

Структура алмазу — тип кристалічної ґратки, характерний для алмазу, кремнію, цинкової обманки тощо.

## Загальний опис
Кристалічна ґратка типу алмазу складається із двох кубічних гранецентрованих підґраток, вкладених одна в іншу із зміщенням на 1/4 вздовж діагоналі куба елементарної комірки.
Якщо дві підгратки займають атоми різного сорту, як наприклад, у цинкової обманки ZnS, або у арсеніду галію GaAs, таку структуру заведено називати структурою цинкової обманки.
Структура алмазу характерна для речовин, в яких відбувається sp3-гібридизація атомних орбіталей. Кожен атом утворює чотири зв'язки із сусідніми.
Просторова група структури алмазу — Fd3m.
Тип кристалічної ґратки у алмаза — атомна, вона має дуже велику твердість.